# Boe
Boe és un districte de Nauru (república insular d'Oceania situada a la part meridional de l'oceà Pacífic). Està ubicat al sud-oest de l'illa, amb una superfície de 0,5 km² i una població de 950 habitants. L'elevació sobre el nivell del mar és d'uns 5 m.